# Дубровський Едуард Олександрович
Дубровський Едгар Олександрович (16 березня 1937, Ленінград — 16 березня 2025) — радянський і російський сценарист, кінодраматург.

## Біографічні відомості
Народився 16 березня 1937 р. в Ленінграді в родині художника. Середню школу закінчив у Києві. Працював на шахтах Донбасу й Магадану (1955–1957), літературним співробітником газети «Магаданский комсомолец» (1957 — 1959).
Закінчив сценарний факультет Всесоюзного державного інституту кінематографії (1965).
З 1965 р. був сценаристом і редактором Київської студії науково-популярних фільмів.
У 1976 році переїхав до Москви. З 1986 року — художній керівник студії «Четвертий вимір» (Москва). Працював зі студією «Черчилль-фільм» (США).
З початку 1990-х років викладав на Вищих сценарних і режисерських курсах — випустив дві майстерні документальних сценаристів.
Працював сценаристом на передачі "Якщо". За його сценаріями зроблені документально-ігрові серіали: «Сімейні таємниці», «Зброя Росії», «Валерій Чкалов» (спільно з Михайлом Дегтярем), «Братство бомби» (премія «ТЕФІ» за найкращий серіал, премія «Лавр» за найкращий серіал і найкращий сценарій року).
Член Академії Російського телебачення з 2007 року. Кінодраматург телекомпанії «Цивілізація».

## Фільмографія
Автор сценаріїв українських стрічок:
- «Шлях до золота»,
- «Самий людяний»,
- «Злочин на річці» (1966),
- «Я + Ти = ?» (Диплом за найкращий сценарій і дикторський текст на зональному огляді в Ленінграді, 1966),
- «Людина і автомат»,
- «Ікар—68»,
- «Людина на землі» (Диплом і Премія за найкращий сценарій Всесоюзного фестивалю 1969 р. у Мінську),
- «Чужі в місті?» (Приз за найкращий молодіжний фільм на фестивалі «Молоді — молодим» у Дніпропетровську, 1971),
- «Перевірено на собі» (1973?),
- «Біля витоків людства» (1976, реж. Ф. Соболєв),
- «Дерзайте, ви — талановиті» (1978, реж. Ф. Соболєв) та ін.